# Omphacomeria acerba
Omphacomeria acerba är en sandelträdsväxtart som först beskrevs av Robert Brown, och fick sitt nu gällande namn av A. Dc.. Omphacomeria acerba ingår i släktet Omphacomeria och familjen sandelträdsväxter. Inga underarter finns listade i Catalogue of Life.